# Yue Fei
Yue Fei (24 de março de 1103 — 27 de janeiro de 1142) foi um líder militar chinês patriota e nacionalista que combateu pela Dinastia Song contra o exército Jurchen da Dinastia Jin (1115-1234).
Sobre este lendário general chinês, também conhecido como Wu Mu, conta-se que certa vez venceu um exécito de vinte mil homens com apenas quinhentos soldados.
Foi traído por ministros do imperador que recebendo suborno do inimigo que não conseguia vencê-lo, acusaram-no de traidor e foi enforcado.
Segundo a lenda desenvolveu o estilo de arte marcial conhecido como Hsing-I Chuan. Outros estilos de arte marcial são creditados a ele mas não há provas (nem faz sentido pois naquela época era uma ofensa muito grande treinar alguma outra escola, e alguém quando defendia um método não poderia aprender ou ensinar outra escola).

## A famosa tatuagem

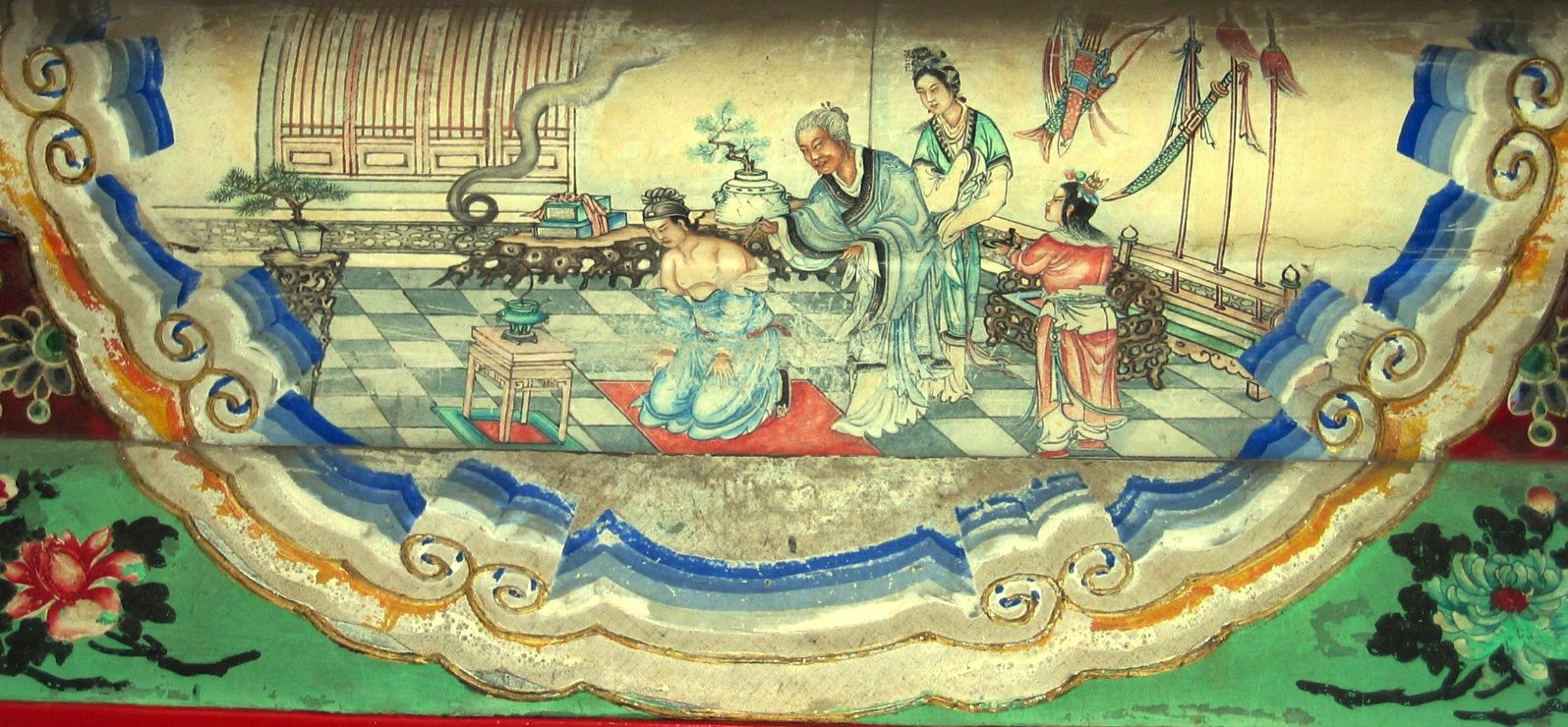
A mãe de Yue Fei tatuando suas costas

Segundo a lenda, antes que saisse para se unir ao exército em 1122 a mãe de Yue Fei tatuou quatro ideogramas em suas costas: seu significado, "servir o país com lealdade" (Chinês Simplificado: 精忠报国, Chinês Tradicional: 精忠報國; pinyin: jīng zhōng bào guó). Esta tatuagem seria uma lembrança constante do seu dever de proteger a China a qualquer custo.

## A Batalha de Zhuxian

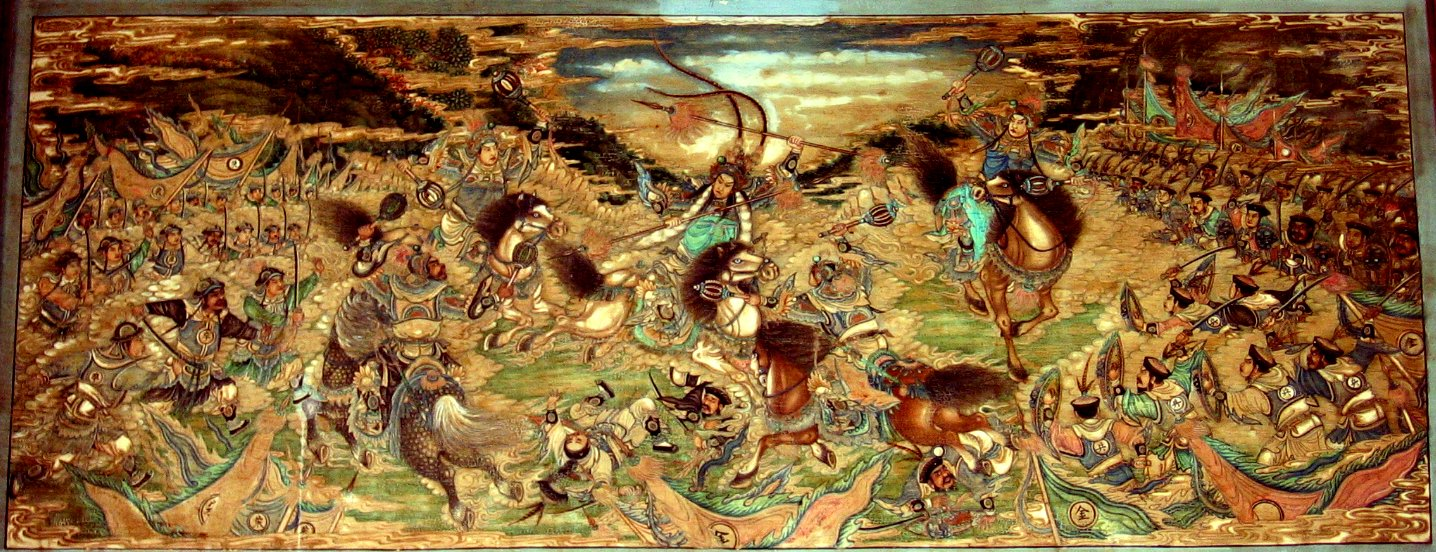
Batalha de Zhuxian

Esta pintura mostra cenas da batalha decisiva na guerra entre a Dinastia Jin e a Dinastia Song, onde o general Yue Fei se destacou no combate à invasão do exército Jin. Na Batalha de Zhuxian, o exército Song esteve próximo da derrota, mas graças à coragem de seus oito generais conseguiu transformar a quase derrota numa vitória decisiva.